# Knabenschiessen
Knabenschiessen est une compétition de tir sur cible traditionnelle à Zurich, qui a lieu chaque année le deuxième week-end de septembre. Cette manifestation, officiellement organisée pour la première fois en 1889, est l'une des plus anciennes du genre en Suisse et trouve ses racines au XVIIe siècle.

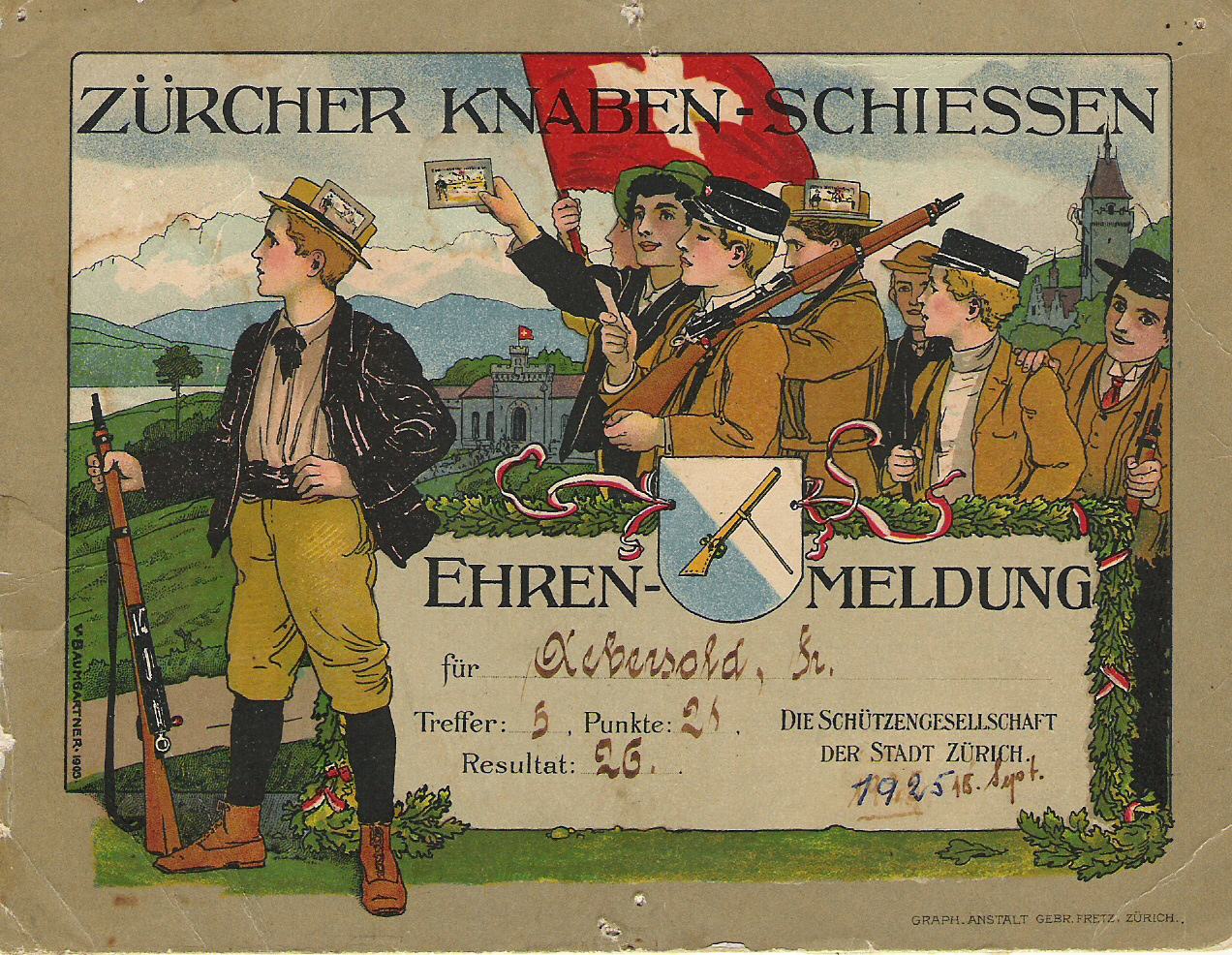
Carte de participation à la compétition de 1925.

Le concours est ouvert aux jeunes de 13  à   17 ans qui résident ou sont inscrits dans une école du canton de Zurich. À l'origine réservé aux garçons (Knaben), le concours est ouvert aux filles depuis 1991. Le fusil d'assaut de l'armée suisse, le SIG-550, est l'arme utilisée. La compétition se déroule dans le champ de tir d'Albisgüetli, au sud-ouest du centre-ville, sur la pente de l'Uetliberg. Il est entouré d'une grande foire.
Une première délégation de jeunes étrangers participe en 2004.